# Ectatoderus latus
Ectatoderus latus är en insektsart som beskrevs av Lucien Chopard 1917. Ectatoderus latus ingår i släktet Ectatoderus och familjen Mogoplistidae. Inga underarter finns listade i Catalogue of Life.